# Liste der Landschaftsschutzgebiete im Landkreis Vechta
Die Liste der Landschaftsschutzgebiete im Landkreis Vechta enthält die Landschaftsschutzgebiete des Landkreises Vechta in Niedersachsen.
| Bild                                      | Nummer        | Bezeichnung des Gebietes                                                                                         | Fläche in Hektar | WDPA-ID       | Koordinaten              | Datum der Verordnung |
| ----------------------------------------- | ------------- | --- | ---------------- | ------------- | ------------------------ | -------------------- |
|                                           | LSG VEC 00001 | Dammer Berge | 5567,30          | 320272        | Position                 | 2018                 |
|                                           | LSG VEC 00002 | Endeler- und Langenheide mit den Tälern der Engelmannsbäke, Twillbäke, Schaarenbäke und Aue                      | 979,60           | 320640        | Position                 | 1980                 |
|                                           | LSG VEC 00003 | Freesenholz, Stubbenkamp, Wetschenholz, Holtershagen, Buchholz, Breitenbruch, Herrenholz, Arkeburg und Buchhorst | 1999,40          | 320868        | Position 52.7769 8.35187 | 1980                 |
|                                           | LSG VEC 00004 | Kühling'sches Holz                                                                                               | 80,90            | 322355        | Position                 | 1980                 |
|                                           | LSG VEC 00005 | Rechterfelder Bruchbachtal                                                                                       | 12,70            | 323763        | Position                 | 1980                 |
|                                           | LSG VEC 00006 | Tal des Denghauser Mühlenbaches                                                                                  | 61,70            | 324990        | Position                 | 1980                 |
|                                           | LSG VEC 00007 | Tal der Brok- und Ellenbäke                                                                                      | 59,10            | 324981        | Position                 | 1980                 |
|                                           | LSG VEC 00008 | Apeler Bachtal                                                                                                   | 24,60            | 319648        | Position                 | 1980                 |
| Projekt der Naturschutz A.G. Marienschule | LSG VEC 00009 | Tal des Goldenstedter Mühlenbaches                                                                               | 72,00            | 324991        | Position                 | 1980                 |
|                                           | LSG VEC 00010 | Varenescher Bäke                                                                                                 | 29,70            | 325382        | Position                 | 1980                 |
|                                           | LSG VEC 00011 | Waldgebiet Lahrheide                                                                                             | 18,60            | 325570        | Position                 | 1980                 |
|                                           | LSG VEC 00012 | Oland | 33,00            | 323493        | Position                 | 1980                 |
|                                           | LSG VEC 00014 | Pastors Busch | 1,60             | 323652        | Position                 | 1980                 |
|                                           | LSG VEC 00015 | Schlatt Niemann                                                                                                  | 2,90             | 324166        | Position                 | 1980                 |
|                                           | LSG VEC 00016 | Schlatt Morthorst                                                                                                | 1,90             | 324165        | Position                 | 1980                 |
|                                           | LSG VEC 00017 | Schlatt Teven Pott                                                                                               | 5,30             | 324169        | Position                 | 1980                 |
|                                           | LSG VEC 00018 | Schlatt Sandmann                                                                                                 | 2,60             | 324167        | Position                 | 1980                 |
|                                           | LSG VEC 00019 | Schlatt Bruns | 3,10             | 324161        | Position                 | 1980                 |
|                                           | LSG VEC 00020 | Schlatt Kaufhaut                                                                                                 | 5,10             | 324164        | Position                 | 1980                 |
|                                           | LSG VEC 00021 | Sumpf mit Weidenbruch                                                                                            | 0,60             | 324954        | Position                 | 1980                 |
|                                           | LSG VEC 00022 | Bei der Tongrube II                                                                                              | 1,70             | 319850        | Position                 | 1980                 |
|                                           | LSG VEC 00023 | Erlenbruch mit Schilfröhricht                                                                                    | 1,90             | 320684        | Position                 | 1980                 |
|                                           | LSG VEC 00024 | Schlatt Erlte | 1,50             | 324162        | Position                 | 1980                 |
|                                           | LSG VEC 00025 | Schlatt | 0,20             | 324158        | Position                 | 1980                 |
|                                           | LSG VEC 00026 | Schlatt Slor | 9,20             | 324168        | Position                 | 1980                 |
|                                           | LSG VEC 00027 | Waldparzelle | 1,10             | 325615        | Position                 | 1980                 |
|                                           | LSG VEC 00028 | Laubwaldparzelle mit Wallhecken                                                                                  | 16,50            | 322536        | Position                 | 1980                 |
|                                           | LSG VEC 00029 | Schlatt im Dullen Moore                                                                                          | 2,50             | 324163        | Position                 | 1980                 |
|                                           | LSG VEC 00030 | Hufeisenförmiger Teich bei Gut Vardel                                                                            | 0,10             | 321796        | Position                 | 1937                 |
|                                           | LSG VEC 00031 | Bruchbusch | 1,50             | 320111        | Position                 | 1937                 |
|                                           | LSG VEC 00032 | Teich im Deindruper Esch                                                                                         | 0,20             | 325111        | Position                 | 1937                 |
|                                           | LSG VEC 00033 | Mühlenteich in Spreda                                                                                            | 0,80             | 323085        | Position                 | 1937                 |
|                                           | LSG VEC 00034 | Harmerholz | 30,00            | 321389        | Position                 | 1937                 |
|                                           | LSG VEC 00035 | Bruchwald | 10,00 12,50      | 320117 320118 | Position                 | 1937                 |
|                                           | LSG VEC 00036 | Alte Hülsenbüsche                                                                                                | 0,50             | 319513        | Position                 | 1937                 |
|                                           | LSG VEC 00037 | Waldbestand des Gutes Daren                                                                                      | 186,50           | 325534        | Position                 | 1958                 |
|                                           | LSG VEC 00041 | Waldungen bei den Gütern Welpe und Füchtel                                                                       | 67,00            | 325626        | Position                 | 1937                 |
|                                           | LSG VEC 00045 | Wuchsort von Lycopodium annotinum                                                                                | 1,60             | 325942        | Position                 | 1937                 |
|                                           | LSG VEC 00047 | Moorbachknie | 1,00             | 323032        | Position                 | 1937                 |
|                                           | LSG VEC 00049 | Burg Dinklage | 372,00           | 320185        | Position                 | 1983                 |
|                                           | LSG VEC 00050 | Klövekorns Helle                                                                                                 | 0,01             | 322217        | Position                 | 1937                 |
|                                           | LSG VEC 00051 | Wassergraben um das Pastorat Lohne                                                                               | 0,10             | 325665        | Position                 | 1937                 |
|                                           | LSG VEC 00052 | Waldgebiet um Gut Hopen                                                                                          | 26,40            | 325591        | Position                 | 1937                 |
|                                           | LSG VEC 00053 | Burggraben und Wald bei Haus Brettberg                                                                           | 13,20            | 320209        | Position                 | 1937                 |
|                                           | LSG VEC 00054 | Bachlauf mit Steilufer                                                                                           | 1,90             | 319735        | Position                 | 1937                 |
|                                           | LSG VEC 00055 | Bruchwald | 10,00 12,50      | 320117 320118 | Position                 | 1937                 |
|                                           | LSG VEC 00056 | Unregelmäßig breiter Wall                                                                                        | 4,00             | 325301        | Position                 | 1937                 |
|                                           | LSG VEC 00057 | Waldbestand „Im Fange“                                                                                           | 4,00             | 325532        | Position                 | 1937                 |
|                                           | LSG VEC 00061 | Mühlenteich Lohne                                                                                                | 9,00             | 323087        | Position                 | 1955                 |
|                                           | LSG VEC 00062 | Mühlenteich Krimpenforter Mühle                                                                                  | 0,40             | 323086        | Position                 | 1937                 |
|                                           | LSG VEC 00066 | Klün-Pott | 0,70             | 322218        | Position                 | 1955                 |
|                                           | LSG VEC 00070 | Röte-Pool | 0,70             | 323978        | Position                 | 1956                 |
|                                           | LSG VEC 00071 | Alter Baumbestand                                                                                                | 0,30             | 319538        | Position                 | 1962                 |
|                                           | LSG VEC 00072 | Geestrücken mit seinen bewaldeten Gebieten zwischen Vechta und Steinfeld                                         | 1647,30          | 321015        | Position                 | 1986                 |
|                                           | LSG VEC 00073 | Dümmer | 651,90           | 320461        | Position                 | 1981                 |
|                                           | LSG VEC 00074 | Mittlere Hunte                                                                                                   | 695,10           | 322985        | Position                 | 1976                 |
|                                           | LSG VEC 00075 | Bockhorster Moor, Wilder Pool, Märschendorfer Teiche                                                             | 384,60           | 319991        | Position                 | 1984                 |
|                                           | LSG VEC 00076 | Haverbeker Moor                                                                                                  | 174,00           | 321454        | Position                 | 1990                 |